# Lennart Fagerlund
Lennart Sven Arne Fagerlund, född 2 april 1952, är en svensk tävlingscyklist och idrottslärare.
Fagerlund vann VM-guld i lagtempo tillsammans med Bernt Johansson, Sven-Åke Nilsson och Tord Filipsson 1974. Han vann även SM-guld i lagtempo för sin klubb Mariestadcyklisten 1975 och 1976.
Fagerlund har efter sin karriär arbetat som idrottslärare i Uddevalla.
Han har vunnit sm i linjelopp år 1979 och varit med i os.